# Francotiradores y Partisanos

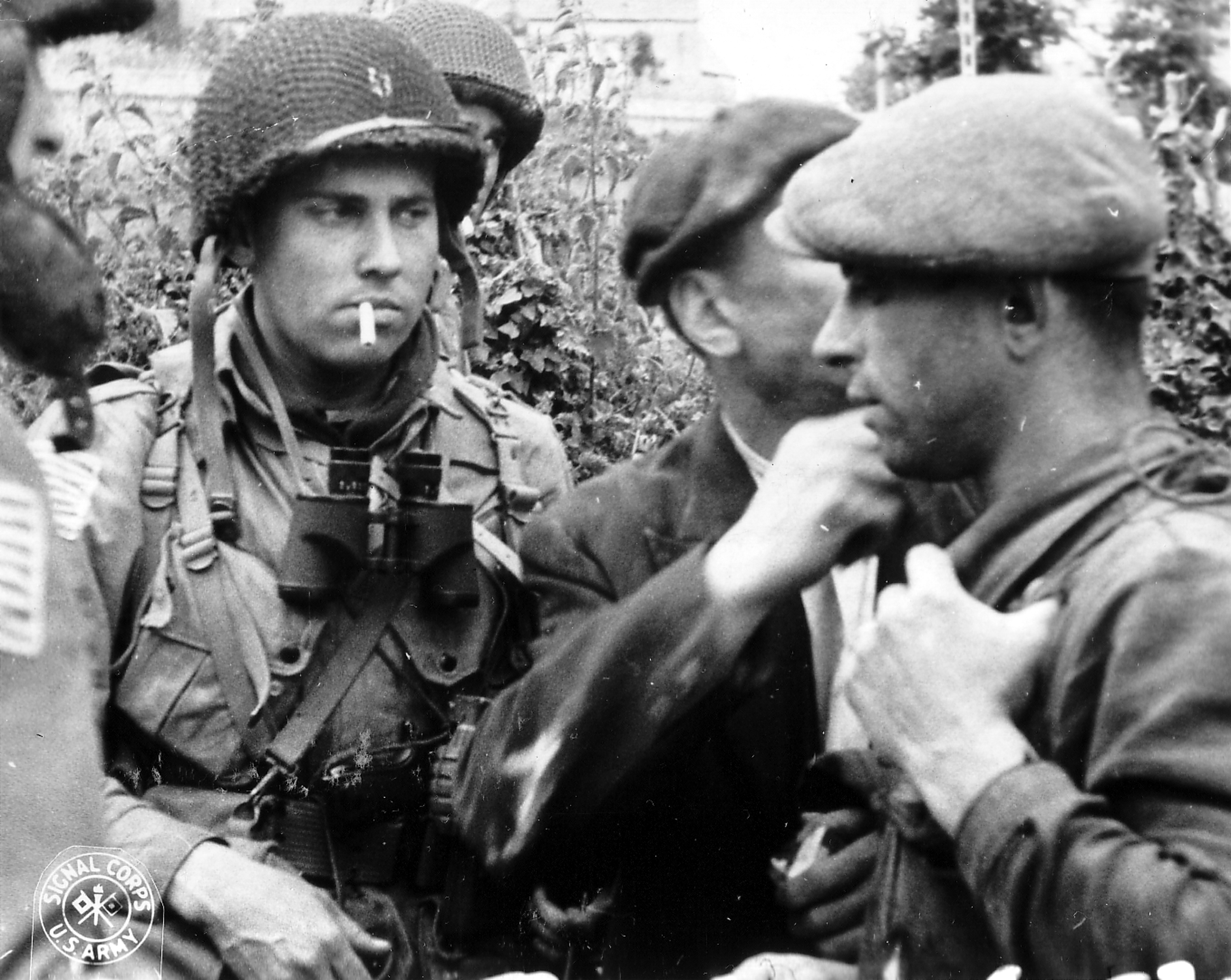
Batalla de Normandia, verano de 1944. Miembros de la resistencia francesa hablando de la situación con paracaidistas.

Los Francotiradores y Partisanos Franceses (FTPF), llamados comúnmente Francotiradores y Partisanos (FTP) (en francés :  Francs-tireurs et partisans (FTP), Francs-tireurs et partisans français (FTPF)) es el nombre del movimiento de resistencia armada creado por el  Partido Comunista Francés (PCF) en Francia a finales de 1941, durante la Segunda Guerra Mundial. Era uno de los principales grupos de la Resistencia en suelo francés, que luchaba contra el régimen de Vichy y las fuerzas ocupantes del Tercer Reich. 

## Historia

### Creación
Después de la ruptura del Pacto Ribbentrop-Mólotov y la invasión de la Unión Soviética por las tropas del Tercer Reich el 22 de junio de 1941, la dirección del Partido Comunista Francés, entonces en la clandestinidad, decide crear una organización de lucha armada. Charles Tillon,  Jacques Duclos (máximo representante del PCF) y Benoit Frachon son los encargados de llevar a cabo esta misión.
Albert Ouzoulias reclutará voluntarios entre la juventud comunista de la región de París y formará los Batallones de la Juventud (Bataillons de la Jeunesse), mientras que Eugène Hénaff intentará convencer a los militantes del partido. A partir de octubre de 1941, todos los voluntarios reclutados por Ouzoulias y Hénaff son reunidos en una organización única, la OS, que tomará más tarde el nombre de TP (Trabajo Particular). A principios de 1942, adoptarán el nombre FTPF, Francotiradores y Partisanos Franceses, más conocido como FTP. La dirección de la organización a nivel nacional es asegurada desde octubre de 1941 por el Comité Militar Nacional (CMN) (Comité Militaire National).

### Los FTP en la zona sur de Francia
Como la misión principal de los FTP consiste en la lucha armada contra las fuerzas de ocupación, ésta se desarrolla en un primer tiempo exclusivamente en zona ocupada. A partir de noviembre de 1942, fecha en la que el ejército nazi invade la zona sur (hasta entonces gobernada por el régimen de Vichy), los FTP extienden su acción a todo el territorio. En la zona sur, crean el Comité Militar de la Zona Sur (CMZ)(Comité militaire de la Zone sud), que actúa con cierta independencia del Comité Nacional.
Pero en mayo de 1944, como consecuencia de la infiltración de un agente doble, el equipo dirigente del CMZ es arrestado en una redada de la Gestapo llevada por Klaus Barbie. Decenas de responsables de los FTP serán igualmente arrestados, torturados y deportados a campos de concentración. La dirección del Partido Comunista en zona sur tuvo entonces que asumir la coordinación de las operaciones de los FTP en esta parte de Francia. 

### Evolución de los FTP
Para mantener un contingente constante de resistentes, Charles Tillon había instaurado la regla del 10% por la que cada organización comunista regional debía ceder al menos 10% de sus efectivos a los FTP. En la práctica esta cesión se aplicaba con cierta dificultad, porque los dirigentes locales temían que al ceder sus mejores elementos a la Resistencia podrían debilitar al Partido. Pero a partir de abril de 1942, los FTP abren sus filas a los no comunistas. El Frente Nacional (Front national), representación "política" de los FTP, contaba ya con numerosos miembros no comunistas. El incremento de las incorporaciones a la Resistencia a partir de 1942 y las deserciones cada vez más frecuentes de jóvenes llamados al Servicio del Trabajo Obligatorio (STO) favorecieron en gran medida a los FTP.

### Fusión de los FTP en los FFI
En 1942, las tres grandes organizaciones armadas de la Resistencia en zona sur, Combate, Liberación-Sud, y Franco-Tirador (Combat, Libération-Sud y Franc-Tireur) reconocen la autoridad de la Francia libre, entonces convertida en Francia Combatiente, y se unen para formar el Ejército Secreto (AS) (Armée Secrète). Sus respectivas estructuras políticas se unen en enero de 1943 para formar los Movimientos Unidos de la Resistencia (MUR) (Mouvements Unis de la Résistance) bajo la éjide de Jean Moulin, delegado de Charles de Gaulle. En el mismo tiempo, los comunistas llevaban un año de negociaciones con el enviado del general de Gaulle, Gilbert Renault, conocido como el coronel Rémy, para que en enero de 1943 llegase a Londres el primer representante del Partido Comunista Francés en el Comité Nacional Francés (Comité national français), el órgano de gobierno de Francia Combatiente. Aquel año, los FTP y el Frente Nacional ya habían alcanzado en la Resistencia del sur del país un peso equiparable al de los Movimientos Unidos de la Resistencia (MUR) y del Ejército Secreto (AS).
Un año más tarde, se logra la fusión de los FTP con el Ejército Secreto (AS), a los que se une la Organización de Resistencia del Ejército (ORA) (Organisation de résistance de l'armée). Este reagrupamiento se denominará Fuerzas Francesas del Interior (FFI) (Forces Françaises de l'Intérieur), y será colocado bajo el mando del General Pierre Kœnig. La fusión se operó muy lentamente y no sin reticencias en algunas regiones de la mitad sur del país donde los grupos se encontraban más aislados y funcionaban de un modo relativamente autónomo. Este último reagrupamiento permitirá que bajo las mismas siglas, FFI, los grandes movimientos de la Resistencia puedan actuar de manera estructurada y jerarquizada al lado de las fuerzas aliadas en la liberación de Francia. Un FTP, Henri Rol-Tanguy, será nombrado jefe de los FFI de la región de París en junio de 1944.

## Organización

### El Frente Nacional
Creado en mayo de 1941, su responsable era Pierre Villon. Se encargaba principalmente del apoyo logístico de los FTP, de la propaganda, de la fabricación de documentación falsa, pero también de la planificación de actos de sabotaje. Aunque los comunistas conformaran el grueso de sus miembros, contaba con numerosos miembros del partido socialista (la SFIO).
El Frente Nacional editaba publicaciones y periódicos clandestinos destinados a estudiantes, universitarios, músicos y médicos. Su revista más renombrada, Les Lettres Françaises (Las Letras Francesas) era la revista de los escritores franceses reunidos en el Comité Nacional de los Escritores. Esta revista se editó hasta 1972.

### La prensa FTP
El Comité Militar Nacional, y en particular Charles Tillon, se encargaba de la redacción del periódico de los FTP, France d'abord (Francia primero). Era destinado a los militantes y publicaba relatos de lucha armada, comunicados militares e informaba sobre las consignas que se habían de seguir. El periódico tenía también ediciones regionales.
En los sucesivos procesos de unión de los grupos y movimientos de la Resistencia, los FTP al igual que los demás, conservaron su prensa.

### Los servicios secretos: FANA o Servicio B
Georges Beyer era el responsable de los servicios secretos de los FTP, conocidos como Servicio B (Service B) o FANA. Las informaciones recogidas eran a menudo empleadas como moneda de cambio en sus contactos con los servicios de inteligencia gaullistas (el BCRA) para poder recibir los suministros (por vía aérea desde Londres) que de otra manera se les negaba. El BCRA no era el único interlocutor del Servicio B, y este mantenía contactos con los diversos servicios secretos británicos como el Secret Intelligence Service (SIS o M19), y con el OSS norteamericano.

### El maquis
Los primeros maquís son ante todo refugios en zonas rurales de franceses y extranjeros buscados por la Milicia, en un periodo, 1940-1942, en el que la Resistencia es esencialmente urbana. A partir de febrero de 1943, la desobediencia civil frente al STO hace que buena parte de la juventud cambie de bando y pase a la clandestinidad. Los FTP crean entonces sus propios maquís. Al igual que los demás maquís, se diseminan por todos los macizos montañosos de Francia, pero su presencia es prácticamente nula en el noroeste del país, a excepción de Bretaña.
La táctica de los maquis FTP se diferencia de la de los maquis gaullistas en que los primeros practican una política de hostigamiento hacia el enemigo, mientras los últimos prefieren esperar el día D, día del desembarco de las fuerzas FFL y de las tropas aliadas. Según el historiador Roger Bourderon, hasta junio de 1943 el periódico France d’abord anima a la creación de grandes maquís, por temor a la atomización y el aislamiento de los pequeños grupos. Pero Tillon desarrolla entonces la táctica de “las gotas de mercurio”, que consiste en estructurar los maquís sobre la base de pequeños grupos de 30 combatientes como máximo, para que no se convirtieran en unidades atrincheradas y pudieran dedicarse a la acción directa, y para que conservaran una gran movilidad que les hiciera más difíciles de capturar. Este modo de proceder contrastaba con el de los grandes maquís como el de Vercors, considerado como inmovilista, lo que en parte condujo a su aplastamiento por la Wehrmacht en otoño 1944. Cada maquís actuaba de forma relativamente autónoma, en función de sus  medios y de la particularidad de los objetivos locales, pero siempre dentro de la estrategia definida por el Comité Nacional de Francia Combatiente y por las autoridades aliadas.
Entre los maquis FT más renombrados, se pueden citar el maquís del departamento de la Haute-Vienne (provincia de Limosín), dirigido por Georges Guingouin, y el maquís Vauban, localizado en la región del Morvan, en la provincia de Borgoña.

### Los FTP-MOI
Los FTP-MOI proceden de la MOI (Main d’oeuvre immigrée, Mano de Obra Imigrada), una estructura creada en los años 1920 que integraba a los extranjeros en la Tercera Internacional sin que dependieran del Partido Comunista de Francia. Cuando el PCF decide crear los FTP, decide también crear los FTP-MOI en la región de París y de Lyon.  Estos grupos podían colaborar con los FTP pero dependían directamente de Jacques Duclos, su enlace con la Internacional Comunista y con el Komintern en Moscú. Considerados como elementos no deseados por el régimen de Vichy, no tenían más alternativa que la clandestinidad o la deportación. Se componen principalmente de judíos, españoles, italianos, polacos, húngaros y rumanos.
Los grupos FTP-MOI se ilustraron por la audacia de sus acciones y jugaron un papel destacado en la liberación de varias ciudades francesas: el grupo Missak Manouchian en París, la Brigada 35 en Toulouse (compuesta sobre todo de españoles), el batallón Carmagnole en Lyon y el batallón Liberté en Grenoble.

## Obras publicadas por antiguos FTP
- Roger Linet, 1933-1943, La Traversée de la Tourmente, Messidor, 1992
- Albert Ouzoulias, Les Bataillons de la Jeunesse, Editions Sociales, 1972
- Albert Ouzoulias, Les Fils de la Nuit, Grasset, 1975
- Ouzoulias-Romagnon, J'étais agent de liaison des FTP, Messidor, 1986
- Marcel Prenant, Toute une Vie à Gauche, Encre, 1980
- Charles Tillon, Les FTP, Julliard, 1964
- Charles Tillon, On chantait rouge, Robert Laffont, 1977
- Charles Tillon, Les FTP, soldats sans uniforme, Ediciones Ouest-France, 1991
- Pierre Durand, Joseph et les Hommes de Londres, Le Temps des Cerises, 1994
- Georges Guingouin, Quatre ans de lutte sur le sol Limousin, Hachette, 1978
- R.I.3 : Francs-Tireurs et Partisans de la Haute-Savoie. Ediciones France d'Abord, 1946, 186 p.

## Obras publicadas sobre los FTP
- Claude Angeli, Paul Gillet, Debout Partisans, Fayard, 1970
- Robert Bailly, Occupation hitlérienne et résistance dans l'Yonne, Ediciones ANACR-Yonne, 1984
- Résistance en Combe de Savoie, 5e compagnie FTPF, Ediciones ANACR-Savoie, 1984
- Michel Aguettaz, "Les FTPF dans la Résistance savoyarde", PUG, Grenoble, 1995.

- Datos: Q15731766